# Conostylis teretiuscula
Conostylis teretiuscula är en enhjärtbladig växtart som beskrevs av Ferdinand von Mueller. Conostylis teretiuscula ingår i släktet Conostylis och familjen Haemodoraceae. Inga underarter finns listade.